# Смоляни (Підляське воєводство)
Смоляни (пол. Smolany) — село в Польщі, у гміні Пунськ Сейненського повіту Підляського воєводства.
Населення — 112 осіб (2011).
У 1975-1998 роках село належало до Сувальського воєводства.

## Демографія
Демографічна структура станом на 31 березня 2011 року:
|          | Загалом | Допрацездатний вік | Працездатний вік | Постпрацездатний вік |
| -------- | ------- | ------------------ | ---------------- | -------------------- |
| Чоловіки | 53      | 7                  | 38               | 8                    |
| Жінки    | 59      | 6                  | 27               | 26                   |
| Разом    | 112     | 13                 | 65               | 34                   |